# شهرستان ادا، میشیگان
شهرستان ادا، میشیگان (به انگلیسی: Ada Township, Michigan) در ایالات متحده آمریکا است که در میشیگان واقع شده‌است.

## خصوصیات
شهرستان ادا ۹۵٫۹ کیلومترمربع مساحت و ۹٬۸۸۲ نفر جمعیت دارد و ۲۳۱ متر بالاتر از سطح دریا واقع شده‌است.